# Подкаменская икона Божией Матери
Подка́менская ико́на Бо́жией Ма́тери — икона Богородицы, явившаяся в Подкамене. Почитается в Католической церкви чудотворной.

## История иконы
Богоматерь, по легенде, явилась местному люду в Подкамене, отблагодарив таким образом за его набожность, и оставила им в память о себе отпечаток стопы.
Коронация иконы была осуществлена в 15 августа 1727 года в доминиканском монастыре в Подкамене. При коронации местной чудотворной иконы Богоматери, интерьер костёла украсили росписями и резьбой. Для создания парадной атмосферы использовали 56 пушек. Во время празднования было отслужено 4169 месс, сгорело 28 000 лампад и свечей. Проповедь на коронации — Казимир Грушецкий (монах монашеского ордена, из польской линии Грушецких). Корону для коронации привёз Михаил Потоцкий(1660—1749) по поручению Бенедикта XIII.
12 марта 1944 года, во время страшного погрома в Подкамене (было убито несколько сотен стариков, детей и женщин) спаслась лишь чудотворная икона — через Кременец, Львов и Краков она попала во Вроцлав, где и находится до сих пор в костёле святого Войцеха.